# 대한민국 형법 제216조
대한민국 형법 제216조는 허위유가증권의 작성 등에 대한 형법각칙의 조문이다.
외국인이 한국 밖에서 이 범죄를 저지르더라도 예외적으로 처벌하고 있다

## 조문
제216조(허위유가증권의 작성 등) 행사할 목적으로 허위의 유가증권을 작성하거나 유가증권에 허위사항을 기재한 자는 7년 이하의 징역 또는 3천만원 이하의 벌금에 처한다. <개정 1995.12.29>

## 판례
1. ↑  대한민국 형법 제5조(외국인의 국외범)